# Saduria megalura
Saduria megalura is een pissebed uit de familie Chaetiliidae. De wetenschappelijke naam van de soort is voor het eerst geldig gepubliceerd in 1879 door Georg Ossian Sars.